# Мизове
Мизове́ — село в Україні, у Старовижівській селищній громаді Ковельського району Волинської області. Населення становить 1093 осіб.

## Географія
Село розташоване на правому березі річки Вижівки.

## Історія
У 1906 році село Седлищенської волості Ковельського повіту Волинської губернії. Відстань від повітового міста 18 верст, від волості 7. Дворів 305, мешканців 1871.

## Символік

### Герб
У лазуровому щиті стоїть срібний журавель з червоними розкритим дзьобом і лапами. У правому золотому боковику три лазурових квітки льону зі срібними серцевинами.

### Прапор
Квадратне полотнище складається з двох вертикальних смуг жовтого та блакитного кольорів із співвідношенням 1:2. На жовтій смузі три блакитні квіти льону з білими серцевинами. У центрі блакитної смуги білий лапчастий хрест.

## Населення
Згідно з переписом УРСР 1989 року чисельність наявного населення села становила 1185 осіб, з яких 546 чоловіків та 639 жінок.
За переписом населення України 2001 року в селі мешкали 1074 особи.

### Мова
Розподіл населення за рідною мовою за даними перепису 2001 року:
| Мова       | Відсоток |
| ---------- | -------- |
| українська | 99,73 %  |
| російська  | 0,18 %   |
| білоруська | 0,09 %   |

## Релігія
12 січня 2019 року громада УПЦ МП Різдва Пресвятої Богородиці рішенням загальних зборів ухвалила перейти до ПЦУ(без священика).

## Відомі люди
- Абрамович Петро Никандрович — український громадсько-освітній діяч, педагог, краєзнавець.
- Абрамович Никанор Никандрович — церковний і культурно-освітній діяч, митрополит УАПЦ.
- Абрамович Анастасій Никандрович — церковний і освітній діяч, педагог, священник. Автор посібника «Методика Закону Божого» (1938 рік, Крем'янець).
- Бугайчук Сергій Анатолійович (1988—2014) — солдат Збройних сил України, учасник російсько-української війни.
- Тишик Юрій Анатолійович (1991—2019) — старший солдат Збройних сил України, учасник російсько-української війни.